# Régis Chenut
 (novembre 2022).
Si vous disposez d'ouvrages ou d'articles de référence ou si vous connaissez des sites web de qualité traitant du thème abordé ici, merci de compléter l'article en donnant les références utiles à sa vérifiabilité et en les liant à la section « Notes et références ».
Régis Chenut, né le 15 juin 1935 à Strasbourg et mort le 4 mars 2004 à Haguenau, est un harpiste et compositeur français.

## Biographie
Régis Chenut fait ses études musicales au conservatoire de Strasbourg où il obtient des diplômes de piano, solfège, harmonie et un premier prix de clavecin. Il perfectionne l’apprentissage de cet instrument avec Aimée van de Wiele (Paris).
À 26 ans, il s'intéresse à la harpe celtique après avoir écouté une musique de film, enregistrée par Elena Polonska (probablement[évasif]la musique écrite par Jean Prodomidès pour le film de Vadim, Et mourir de plaisir). Il commence alors tardivement des études de grande harpe à Strasbourg, consacrées par un premier prix.
Il se spécialise dans l’étude de la petite harpe avec Denise Mégevand qui lui dédie en 1973 sa Ballade Celtique. Il suit également l’enseignement de Liana Pasquali, professeur au Conservatoire de Bucarest, dans le cadre des cours internationaux de  perfectionnement de Taormina, en Sicile.
Dès 1968, il fait plusieurs séjours à Dublin, en été, recopiant en bibliothèque des collections Edward Bunting et Patrick Weston Joyce, non encore rééditées à l’époque. Le 21 juillet 1970, il joue pour la première fois sa Fantaisie Irlandaise, à l’Académie de Musique de Dublin.
Régis Chenut qui a composé des pièces pour harpe celtique, dont seule sa Complainte a été enregistrée sur le disque L'art de la harpe celtique.
Bien qu’il ait fait partie de l’Ensemble de Musique ancienne de Strasbourg, joué avec Jordi Savall et Montserrat Figueras du groupe Hespèrion XX, il mène surtout une carrière solitaire et atypique. Il enseigne le français au collège Foch à Haguenau et le yoga (il a fait l’école des professeurs de yoga à Strasbourg de 1978 à 1981). Il a habité jusqu'à sa mort le village de Dauendorf.
Il a fortement contribué à la connaissance et à la diffusion de la petite harpe sans jamais l’enfermer dans son répertoire celtique.

## Quelques compositions et transcriptions
- Toccata (fantaisie pour harpe celtique), 30 décembre 1967-4 janvier 1968
- Fantaisie irlandaise (1970)
- Complainte (1973)
- Trois pièces pour harpe celtique (I. Modéré et mélancolique, II, Nonchalant et tendre, III. Vif et mystérieux)
- Variations sur un thème dans le mode phrygien
- Passacaille de Haendel (sa transcription pour harpe celtique est interprétée par Elena Polonska sur l'album, L'art de la harpe, volume 2, Arion - 2010)

## Discographie
- L’art de la harpe celtique : du Moyen Âge au Vingtième siècle. Régis Chenut. 1977 (Arion - réédition en 1996)
- Llibre Vermell de Montserrat. Hespèrion XX. (direction : Jordi Savall). 1979. (EMI - réédition Virgin en 2010)